# 克圖內萊鄉
44°49′N 22°56′E / 44.817°N 22.933°E
克圖內萊鄉（羅馬尼亞語：Comuna Cătunele, Gorj），是羅馬尼亞的鄉份，位於該國西南部，由戈爾日縣負責管轄，面積32平方公里，海拔高度236米，2007年人口2,677，人口密度每平方公里83人。